# Fragger
Fragger es un videojuego de rompecabezas basado en trayectorias creado y desarrollado por Harold Brenes y lanzado en 2009 para Internet. Alcanzó popularidad en Internet y fue jugado más de 100 millones de veces, fue licenciado y portado por Miniclip a iPhone en 2010, y a Android y PlayJam en 2012. En agosto de 2014, se había convertido en la aplicación paga en segundo lugar para iPhone y la tercera aplicación con mayores ingresos en la App Store de Apple. La jugabilidad es similar a Angry Birds. El juego ha tenido "críticas generalmente favorables", obteniendo una puntuación Metacritic del 86% según 5 críticas.

## Desarrollo
Creado originalmente por Harold Brenes como un juego de Adobe Flash publicado por ArmorGames.com, Posteriormente, Miniclip adaptó el juego para dispositivos iOS. Fue lanzado para iPhone el 3 de junio de 2010. Después de alcanzar popularidad en Internet y haber sido reproducido más de 100 millones de veces, fue portado a iPhone en 2011 y a Android y PlayJam en 2012.

## Jugabilidad
El objetivo de cada uno de los más de 100 niveles es utilizar al protagonista para lanzar granadas hacia y dentro de los edificios para evitar las defensas y hacer estallar a los enemigos. La jugabilidad es similar a Angry Birds.

## Recepción crítica
El juego ha tenido "críticas generalmente favorables", obteniendo una puntuación Metacritic del 86% según 5 críticas.
CommonSensemedia le dio al juego una calificación de 5/5 estrellas y lo comparó con Angry Birds y Bloons. El sitio comentó: "... este se basa en explosivos de apariencia realista (a diferencia de pájaros de dibujos animados que explotan o dardos que hacen estallar globos) y sus objetivos son humanos. La animación es de dibujos animados (algunos incluso podrían decir 'linda') y hay "No hay sangre. Sin embargo, si has jugado la versión en línea de Fragger, que presentaba muñecos para hacer estallar, te sorprenderá encontrar objetivos humanos en esta versión móvil". Macworld dijo: "Debido a su interfaz simple, diversidad de niveles y su elemento estratégico, Fragger es altamente adictivo y simplemente uno de los mejores juegos de rompecabezas para iPhone". AppSpy escribió: "Lo que comenzó como un juego Flash competente rápidamente se hizo popular en la App Store y ahora cuenta con 130 niveles con más en camino; contenido HD y un estilo de rompecabezas de física que es satisfactorio de resolver". SlideToPlay dijo: "Fragger es un juego tremendamente divertido, rápido y fácil de aprender y jugar". 148Apps escribió: "Fragger es un título sólido, bien desarrollado y adictivo para aprender a jugar que debería atraer tanto a los jugadores ocasionales como a los incondicionales". GamePro escribió: "Es difícil no hacer una comparación entre Fragger y Angry Birds, pero las similitudes son obvias. Podría decirse que Fragger tiene un mejor diseño de niveles que Angry Birds, pero Angry Birds tiene un poco más de variedad debido a sus diferentes tipos. de pájaros, por lo que los dos coexisten bien y ciertamente no son clones".
PocketGamerUK dijo: "Fragger, un ingenioso rompecabezas de acción, es otro ejemplo de un popular juego Flash que da un bienvenido salto al iPhone". Apple'N'Apps comparó favorablemente el juego con Monster Island y Hambo. Modojo escribió: "En última instancia, la frustración abrumadora hace que Fragger HD sea un gran dolor de cabeza. Por cada momento de brillantez (de los cuales hay muchos), podemos nombrar un montón de problemas molestos que hacen que el juego sea más difícil de lo que debería ser. Claro, hay mucho contenido por $2.99 y la aplicación es divertida, pero es mucho mejor comprar Angry Birds o Trucks & Skulls". AppSafari dijo: "Entonces, si te gusta hacer estallar a terroristas de dibujos animados con granadas de fragmentación mientras juegas rompecabezas gradualmente más complicados, entonces te encantará este juego. El juego es entretenido, pero no para niños pequeños". Mobot dijo: "Fragger es un explosivo "basado en la física" extrañamente divertido, con mucho rendimiento para tu 0p". AppStorm escribió: "Los niveles desconcertantes que desafían al jugador son los que hacen que un juego sea realmente grandioso y Fragger HD logra ofrecer muchos desafíos. El clásico de Miniclip sigue siendo excelente en el iPad, a pesar de los problemas antes mencionados". ArcadeSushi enumeró el juego en un artículo titulado "Si te gusta Angry Birds, prueba estos 10 juegos de iOS", y escribió "Ojalá seas bueno con los ángulos porque Fragger es complicado".

## Ventas
En agosto de 2014, Fragger se había convertido en la segunda aplicación de pago para iPhone y la tercera aplicación con mayor recaudación en la App Store de Apple.